# Gymnotus maculosus
Gymnotus maculosus is een straalvinnige vissensoort uit de familie van de mesalen (Gymnotidae). De wetenschappelijke naam van de soort is voor het eerst geldig gepubliceerd in 1995 door Albert & Miller.